# Simeulue (huyện)
Simeulue là một huyện (kabupaten) của tỉnh Aceh, Indonesia. Nó chiếm toàn bộ diện tích đảo Simeulue (Pulau Simeulue), ngoài khơi bờ biển phía tây của Sumatra 150 km, với diện tích 2.051,48 kilômét vuông (792,08 dặm vuông Anh). Huyện có dân số 80.674 người theo Tổng điều tra năm 2010; ước tính (tháng Giêng năm 2014) là 84.933 người.
Với vị trí địa lý tách biệt, Simeulue đã không bị ảnh hưởng bởi những biến động của cuộc xung đột ở đại lục Aceh giữa Chính phủ Indonesia và Phong trào Aceh Tự do (GAM). Hiện GAM chưa có hoạt động lớn trên đảo này.

## Hành chính
Simeulue đã từng là một phần của Tây Aceh nhưng được tách ra vào năm 1999 với hy vọng rằng sự phát triển của đảo sẽ được cải thiện. Thủ phủ huyện nằm ở Sinabang.
Huyện được chia thành 8 khu (kecamatan):
| Tên                              | Dân số (điều tra 2010) | Số làng |
| -------------------------------- | ---------------------- | ------- |
| Alafan                           | 4,479                  | 8       |
| Salang                           | 7,625                  | 16      |
| Simeulue Barat (Tây Simeulue)    | 10,024                 | 14      |
| Simeulue Tengah (Trung Simeulue) | 9,010                  | 24      |
| Simeulue Timur (Đông Simeulue)   | 28,931                 | 29      |
| Teluk Dalam                      | 4,914                  | 10      |
| Teupah Barat (Tây Teupah)        | 7,269                  | 18      |
| Teupah Selatan (Nam Teupah)      | 8,422                  | 19      |

## Nhân khẩu học
Người dân ở Simeulue có nguồn gốc tương tự như những người ở đảo láng giềng Nias, người ở đây dùng 3 thứ tiếng (Devayan, Sigulai và Lekon), đây là sự khác biệt rõ rệt so với các ngôn ngữ được nói ở đại lục Aceh. Đa số người dân Simeulue theo Hồi giáo.

## Động đất và sóng thần tại đảo

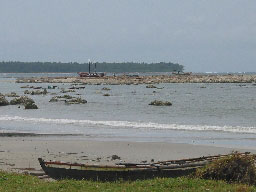
Các con thuyền bị mắc cạn trên rạn san hô ở Busung, vịnh Gusong, Simeulue, Indonesia vào 08 tháng 4 năm 2005.

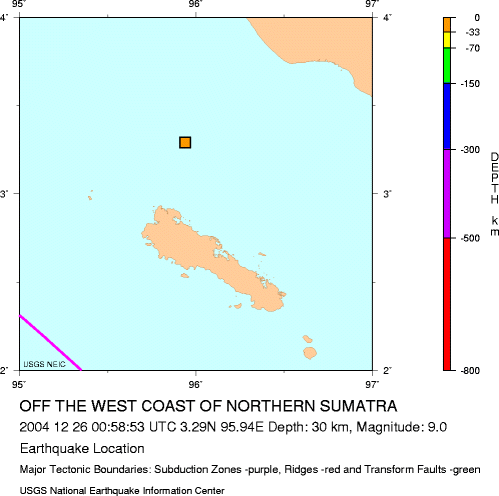
Bản đồ cho thấy bờ biển phía tây bắc của Sumatra và Simeulue, với tâm trận Động đất Ấn Độ Dương 2004 nằm giữa hai nơi này.

Simeulue đã nằm gần tâm chấn với độ lớn 9,3 magnitude vào 26 Tháng 12 năm 2004, nhưng số người thương vong thấp đáng ngạc nhiên, chủ yếu là bởi vì những người dân ở đây đã quen thuộc với các trận động đất và sóng thần. Vì đảo nằm trong vùng hoạt động địa chấn mạnh của vành đai lửa Thái Bình Dương. Văn hóa dân gian của địa phương kể rằng một trận động đất lớn và sóng thần nhấn chìm Simeulue vào năm 1907, làm rất nhiều người dân trên đảo thiệt mạng. Nhiều người đã thiệt mạng khi họ đổ xô đến bãi biển sau khi nhìn rút nước một cách khác thường và làm lộ rạn san hô và cá mắc cạn. Họ đi để thu gom cá, không nhận ra rằng dòng nước biển sẽ trở lại. Vào 1907, những người sống sót kể lại câu chuyện về semong cách của họ gọi sóng thần, câu chuyện chủ yếu là từ truyền thuyết truyền miệng qua nhiều đời đến tận nay và người ở Simeulue nói rằng họ biết phải làm gì khi trận động đất và sóng thần vào ngày 26 tháng 12 năm 2004 xảy ra . Ở làng chài Kariya Vhapi trên bờ tây bắc của Simuelue, vào ngày 26 Tháng 12 năm 2004, sóng thần cao khoảng 2 m đã đi qua làng phá huỷ hoàn toàn tất cả các ngôi nhà.
Ngày 28 tháng 3 năm 2005, trận động đất mạnh 8,7 magnitude với tâm chấn của nó chỉ nằm rìa vùng phía nam của đảo Simeulue. Sau trận động đất, bờ biển phía tây của đảo đã nổi lên ít nhất 6 feet, các rạn san hô bị mắc cạn khỏi vùng biển làm khô và chết. Trên bờ biển phía đông, đất bị ngập mặn, các cánh đồng và các khu dân cư bị nước biển ngập vào. Tại làng Kariya Vhapi vào ngày 28 tháng 3 năm 2005 đã xảy ra trận sóng thần nhỏ hơn so với các tháng trước đó và không gây thiệt hại cho làng; Tuy nhiên nó đã gây ra sóng thần cao hơn 3,2 m tràn vào bờ biển.. Tại Sinabang vào ngày 28 tháng 3 năm 2005 tiếp tục xảy ra một trận động đất và sóng thần phá hủy 50 đến 60 phần trăm khu vực trung tâm và làm hư hại đáng kể các cơ sở cảng. Ở Sinabang mặt đất đã bị năng lên về phía bắc khoảng 40 cm.
Ngày 20 tháng 2 năm 2008, vào 15 giờ 08 phút, giờ địa phương. Simeulue chịu một trận động đất mạnh 7,5 magnitude.
Ngày 11 tháng 4 năm 2012, vào 16 giờ 38 phút, giờ địa phương. Simeulue chịu một trận động đất mạnh 8,6 magnitude
Ngày 25 tháng 7 năm 2012, vào 7 giờ 27 phút, giờ địa phương. Simeulue chịu một trận động đất mạnh 6,4 magnitude. Không có báo cáo nào về thiệt hại hay thương vong.